# Cébazan
Cébazan es una comuna francesa situada en el departamento de Hérault, en la región de Occitania.

## Demografía
| 479 | 420 | 368 | 376 | 377 | 343 | 634 |
| Para los censos de 1962 a 1999 la población legal corresponde a la población sin duplicidades (Fuente: INSEE [Consultar]) |     |     |     |     |     |     |